# 滝奈保栄
滝 奈保栄（たき なほえ、1923年5月16日 - ）は日本の女優。みずほ企画所属。

## 主な出演作品

### 映画
- どんぐりッ子（1976年、東宝） - はつの祖母
- スローなブギにしてくれ（1981年、東映） - 老母
- ウィーン物語 ジェミニ・YとS（1982年、東宝） - 老婦人
- 鍵（1983年、東映セントラルフイルム） - マツ

### テレビドラマ
- コメットさん第10話「パラソル空を飛ぶ」（1697年9月4日、TBS/国際放映） - タネ
- 紅つばめ お雪第13話「みんなで仇討ち」（1970年12月25日、NET） -
- NHK大河ドラマ / 新・平家物語（1972年、NHK） - さめ女
- 知らない同志（1972年、TBS）
- 大岡越前 第3部 第26話「悪の報酬」（1972年、TBS） - おしの
- 鳩子の海（1974年 - 1975年、NHK） - 祖母・波江
- 水戸黄門 第6部 第27話「箱根の山は天下の嶮 -箱根-」（1975年、TBS） - おくま
- 少年ドラマシリーズ （NHK）
  - いつわりの微笑（1976年） - お手伝い・たみ
  - 七瀬ふたたび（1979年）
- 江戸を斬るIII 第16話「涙が光る遠山裁き」（1977年、TBS） - お鉄
- 同心部屋御用帳 江戸の旋風IV 第25話「愛と復讐の罠」（1979年、CX）
- 男たちの旅路 第4部 第1話「流氷」（1979年、NHK）
- 挽歌（1982年、TBS）
- 積木くずし・親と子の200日戦争（1983年、TBS）
- 月曜ワイド劇場 （ANB）
  - 「女囚犯歴簿III」（1983年）
  - 「雲の階段」（1983年）
- あんちゃん 第17話「ひとりでニューヨーク行きなんて許せんさ!」（1983年、NTV） - 細井恒子
- 気分は名探偵 第8話「甘い言葉にご用心」（1984年、NTV） - 管理人の老婆
- 土曜ワイド劇場「露天風呂の女」（1987年、ANB）